# Chima Onyeike

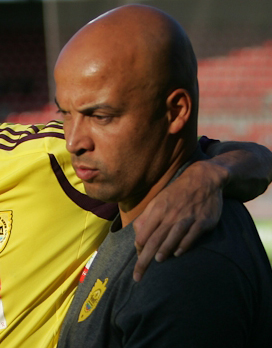
Chima Onyeike

Chima Michail Onyeike (* 21. Juni 1975 in Zeist) ist ein ehemaliger niederländischer Fußballspieler und heutiger Athletiktrainer.

## Spielerkarriere
Onyeike spielte von 1995 bis 1998 für den HFC Haarlem und anschließend bis 2000 für den FC Dordrecht. Danach wechselte er zu Excelsior Rotterdam, das ihn 2001 an die VVV-Venlo verlieh. Nachdem er von 2002 bis 2003 für den FC Oss aktiv gewesen war, kehrte er für ein Jahr zum FC Dordrecht zurück. Im Anschluss war er noch für den SC Cambuur-Leeuwarden, SV Spakenburg und Quick Boys aktiv.

## Trainerkarriere
Onyeike wurde 2011 Athletiktrainer von Anschi Machatschkala. Dieselbe Aufgabe übernahm er im Juni 2013 bei PAOK Thessaloniki.
Onyeike war von 2014 bis 2016 Athletiktrainer beim VfB Stuttgart.